# الميدالية البيكرية
تعتبر ميدالية بيكر من الميداليات الأولى  للجمعية الملكية التي تعترف بالعلوم الاستثنائية والمتميزة. تأتي مع ميدالية ومحاضرة على جائزة. يُطلب من الحائز على الميدالية إلقاء محاضرة حول أي موضوع يتعلق بالعلوم الفيزيائية . تُمنح سنويًا للأفراد في مجال العلوم الفيزيائية ، بما في ذلك علوم الكمبيوتر.
بدأت الجائزة في عام 1775 ، عندما ترك هنري بيكر 100 جنيه إسترليني لإنشاء محاضرة منطوقة ألقاها زميل في الجمعية الملكية حول هذا الجزء من التاريخ الطبيعي أو الفلسفة التجريبية التي تحددها الجمعية. من الواضح أن هذا لإلقاء محاضرة عن الاهتمامات العلمية والأهمية ، وتشجيع تبادل المعرفة مع الآخرين.

## الفائزون
المصدر: الجمعية الملكية

### القرن ال 21
- 2022 ميشيل سيمونز ، للمساهمات الأساسية في فهمنا للطبيعة على المستوى الذري من خلال إنشاء سلسلة من الأجهزة الإلكترونية الكمومية الأولى في العالم والتي تتحكم فيها الذرات الفردية في سلوك الجهاز [2]
- 2021 Victoria Kaspi ، ركزت أبحاثها على النجوم النيوترونية وفائدتها في تقييد الفيزياء الأساسية [3]
- 2020 السير جيمس هوغ ، لعمله الرائد عالميًا في أنظمة التعليق لكتل الاختبار المستخدمة في قياس التداخل بالليزر ، وهو أمر محوري للكشف الناجح عن موجات الجاذبية. [4]
- 2019 إدوارد هيندز ، لإنجازاته في السيطرة على الذرات الفردية والجزيئات والفوتونات.
- 2018 سوزان سولومون ، مساهماتها في علوم الغلاف الجوي خاصة فيما يتعلق باستنفاد الأوزون القطبي.
- 2017 أندرو هوبر ، عن عمله في شبكات الكمبيوتر وأنظمة الحوسبة الواعية. [5]
- 2016 أندريا جيز ، الوحش في قلب مجرتنا
- 2015 جون إليس ، الطريق الطويل إلى بوزون هيجز - وما بعده
- 2014 Lynn Gladden ، إنه رنين مغناطيسي - ولكن ليس كما تعرفه [6]
- 2013 ديفيد لي ، صنع أصغر الآلات [6]
- 2012 بيتر إدواردز ، المعادن وحالات المادة الموصلة وفائقة التوصيل [7]
- 2011 هربرت هوبرت ، تخزين الكربون: عالق بين الصخور وتغير المناخ [8]
- 2010 دونال برادلي ، الإلكترونيات البلاستيكية: علومها وتطبيقاتها [9]
- 2009 جيمس موراي ، الرياضيات في العالم الحقيقي: من أورام المخ إلى إنقاذ الزيجات .
- 2008 روبن كلارك ، الفحص المجهري لرامان والأصباغ وواجهة الفنون / العلوم
- 2007 جوزيف سيلك ، الجانب المظلم من الكون
- 2006 أثين دونالد ، العالم الميزوسكوبي - من الأكياس البلاستيكية إلى أمراض الدماغ - أوجه التشابه البنيوية في الفيزياء
- 2005 جون بندري ، الانكسار السلبي ، العدسة المثالية والمواد الخارقة
- 2004 مايكل بيبر ، الهياكل النانوية لأشباه الموصلات وتأثيرات الكم الجديدة
- 2003 كريستوفر دوبسون ، طي البروتين واختلاله: من النظرية إلى العلاج
- 2002 أرنولد ولفينديل ، الأشعة الكونية: ما هي ومن أين أتت؟
- 2001 ديفيد شيرينجتون ، مغناطيس ، رقائق دقيقة ، ذكريات وأسواق: فيزياء إحصائية للأنظمة المعقدة.

### القرن ال 20
- 2000 ستيف سباركس ، كيف تعمل البراكين.
- 1999 بيتر داي ، الكيمياء الجزيئية للمغناطيس والموصلات الفائقة.
- 1998 ريتشارد إليس ، التطور المورفولوجي للمجرات.
- 1997 ستيفن لي ، أحلام سعيدة: استراتيجيات جديدة لتجميع قليل السكاريد.
- 1996 م. إيان سكوت ، توليف مُعدّل وراثيًا للمنتجات الطبيعية.
- 1995 أنتوني كيلي [ويكي بيانات] ، المركبات ، نحو تصميم مواد ذكي.
- 1994 جون بولاني ، الكيمياء الضوئية في الحالة الممتزجة ، باستخدام الضوء كمشرط وبلور كطاولة عمليات.
- 1993 هانز بيته ، آلية المستعرات الأعظمية.
- 1992 توماس بنيامين ، سر انهيار الدوامة.
- 1991 جون هوتون ، إمكانية التنبؤ بالطقس والمناخ.
- 1990 جون موريج توماس ، محفزات جريزوفولفين جديدة.
- 1989 جاك لويس ، المركبات العنقودية ، جانب جديد من الكيمياء غير العضوية.
- 1988 والتر إريك سبير ، أشباه الموصلات غير المتبلورة ، جيل جديد من المواد الإلكترونية.
- 1987 مايكل فيكتور بيري ، التسلسل شبه الكلاسيكي لقيم eigenvalues الكمومية.
- 1986 والتر هاينريش مونك ، سفن من الفضاء (ورقة) والرصد الصوتي لدوامات المحيط (نقاش).
- 1985 كارلو روبيا ، توحيد القوى الكهرومغناطيسية والقوى الضعيفة.
- 1984 آلان راشتون باترسبي ، التخليق الحيوي لأصباغ الحياة.
- 1983 ألفريد إدوارد رينجوود ، جوهر الأرض: تكوينه وتشكيله وتأثيره على أصل الأرض.
- 1982 جون ريس ، المجرات ونواتها.
- 1981 روبرت جوزيف باتون ويليامز ، الانتقاء الطبيعي للعناصر الكيميائية.
- 1980 عبد السلام مقياس توحيد القوى الأساسية.
- 1979 مايكل إليس فيشر ، النقاط المتعددة الحرجة في المغناطيس والسوائل: مراجعة لبعض حالات المادة الجديدة.
- 1978 روبرت لويس فولارتون بويد ، الاستكشاف الكوني بالأشعة السينية.
- 1977 جورج بورتر ، نماذج في المختبر لعملية التمثيل الضوئي.
- 1976 جورج والاس كينر ، نحو تخليق البروتينات.
- 1975 مايكل فرانسيس عطية ، الهندسة العالمية.
- 1974 ديزموند جورج كينج هيلي ، منظر للأرض والهواء.
- 1973 فريدريك تشارلز فرانك ، كريستالات غير كاملة.
- 1972 دوروثي ماري كروفوت هودجكين ، الأنسولين.
- 1971 باسل جون ميسون ، فيزياء العاصفة الرعدية.
- 1970 ديريك هارولد ريتشارد بارتون ، بعض الأساليب لتخليق التتراسيكلين.
- 1969 ريتشارد هنري داليتز ، الجسيمات والتفاعلات: مشاكل فيزياء الطاقة العالية
- 1968 فريد هويل ، مراجعة للتطورات الأخيرة في علم الكونيات
- 1967 إدوارد كريسب بولارد ، انعكاسات المجال المغناطيسي للأرض
- 1966 رونالد جورج وريفورد نوريش ، تقدم الكيمياء الضوئية المتمثل في تفاعلات الهالوجينات
- 1965 ميلفن كالفين ، التطور الكيميائي
- 1964 فريدريك كالاند ويليامز ، التكنولوجيا المبتكرة: البحث عن آلات كهربائية أفضل
- 1963 آلان هوارد كوتريل ، كسر
- 1962 جون ديزموند برنال ، بنية السوائل
- 1961 مايكل جيمس لايتيل ، الصوت المتولد عن الديناميكا الهوائية
- 1960 غيرهارد هيرزبرج ، أطياف وتركيبات الميثيل الحر والميثيلين الحر.
- 1959 إدموند لانجلي هيرست ، التركيب الجزيئي في مجموعة السكريات.
- 1958 مارتن رايل ، طبيعة مصادر الراديو الكونية.
- 1957 سيسيل فرانك باول ، الجسيمات الأولية.
- 1956 هاري وورك ميلفيل ، إضافة بلمرة.
- 1955 ماركوس لورانس إلوين أوليفانت ، تسريع الجسيمات المشحونة إلى طاقات عالية جدًا.
- 1954 الكسندر روبرتس تود ، كيمياء النيوكليوتيدات.
- 1953 نيفيل فرانسيس موت ، الاضطرابات وتدفق البلاستيك والزحف في المعادن.
- 1952 هارولد جيفريز ، أصل النظام الشمسي.
- 1951 إيريك كيتلي ريديل ، ردود الفعل في الطبقات الأحادية.
- 1950 بيرسي ويليامز بريدجمان ، الفيزياء فوق 20000 كجم / سم 2.
- 1949 هارولد ريستريك [دي] ، منطقة التخليق الحيوي.
- 1948 جورج باجيت طومسون ، الانفجارات النووية.
- 1947 هاري رالف ريكاردو ، بعض المشاكل المتعلقة بتطوير محرك ديزل عالي السرعة.
- 1946 سيريل نورمان هينشلوود ، العمل الأحدث على تفاعل الهيدروجين والأكسجين.
- 1945 جوردون ميلر بورن دوبسون ، الأرصاد الجوية للطبقة السفلى من الستراتوسفير.
- 1944 والتر نورمان هوورث ، هيكل ووظيفة وتركيب السكريات.
- 1943 ريتشارد فين ساوثويل ، طرق الاسترخاء: رياضيات لعلوم الهندسة.
- 1942 ألبرت تشارلز شيبنال ، تحليل الأحماض الأمينية وهيكل البروتينات.
- 1941 بول أدريان موريس ديراك ، التفسير الفيزيائي لميكانيكا الكم.
- 1940 نيفيل فينسينت سيدجويك وهربرت ماركوس باول [ويكي بيانات] ، الأنواع المجسمة ومجموعات التكافؤ.
- 1939 باتريك ماينارد ستيوارت بلاكيت ، اختراق الأشعة الكونية.
- 1938 كريستوفر كيلك إنجولد ، هيكل البنزين.
- 1937 إدوارد فيكتور أبليتون ، الانتظام والمخالفات في الأيونوسفير.
- 1936 فريدريك ستانلي كيبينج ، المركبات العضوية للسيليكون.
- 1935 رالف هوارد فاولر ، درجات الحرارة النوعية الشاذة للبلورات ، مع إشارة خاصة إلى مساهمة الدورات الجزيئية.
- 1934 ويليام لورانس براج ، هيكل السبائك.
- 1933 جيمس تشادويك ، النيوترون.
- 1932 ويليام آرثر بون ، احتراق الهيدروكربونات.
- 1931 سيدني تشابمان ، بعض ظواهر الغلاف الجوي العلوي.
- 1930 روبرت روبنسون ، التركيب الجزيئي للستركنين والبروسين.
- 1929 إدوارد آرثر ميلن ، The Stru
- التقاط وشفافية الغلاف الجوي النجمي.
- 1928 جون كننغهام ماكلينان ، الشفق القطبي وطيفه.
- 1927 فرانسيس ويليام أستون ، مطياف كتلة جديد وقاعدة العدد الصحيح.
- 1926 آرثر ستانلي إدينجتون ، مادة منتشرة في الفضاء بين النجوم.
- 1925 William Bate Hardy & Ida Bircumshaw [Wikidata] ، تزييت الحدود - أسطح الطائرة وقيود قانون Amontons.
- 1924 ألفريد فاولر ، أطياف السيليكون في مراحل متتالية من التأين.
- 1923 جيفري إنجرام تايلور وكونستانس إف. إيلام ، تشويه بلورة الألومنيوم أثناء اختبار الشد.
- 1922 Thomas Ralph Merton & S. Barratt [Wikidata] ، حول طيف الهيدروجين.
- 1921 توماس مارتن لوري وبيرسي كورليت أوستن [ويكي بيانات] ، التشتت الدوراني البصري. الجزء الثاني. حمض الطرطريك والطرطرات.
- 1920 إرنست رذرفورد ، الدستور النووي للذرات.
- 1919 روبرت جون ستروت ، دراسة لطيف خط الصوديوم كما هو متحمس بواسطة الإسفار.
- 1918 تشارلز ألجيرنون بارسونز ، تجارب على الإنتاج الاصطناعي للماس.
- 1917 جيمس هوبوود جينز ، تكوينات الكتل المضغوطة الدوارة.
- 1916 تشارلز جلوفر باركلا ، الأشعة السينية ونظرية الإشعاع.
- 1915 وليام هنري براج الأشعة السينية والبلورات.
- 1914 ألفريد فاولر ، سلسلة خطوط في سبارك سبكترا.
- 1913 جوزيف جون طومسون ، أشعة الكهرباء الإيجابية.
- 1912 هيو لونجبورن كاليندار ، حول اختلاف الحرارة النوعية للمياه ، مع التجارب بطريقة جديدة.
- 1911 روبرت جون ستروت ، تعديل نشط كيميائيًا للنيتروجين ينتج عن التفريغ الكهربائي.
- 1910 جون هنري بوينتينغ وجي بارلو [ويكي بيانات] ، ضغط الضوء ضد المصدر: الارتداد عن الضوء.
- 1909 جوزيف لارمور ، في العلاقات الإحصائية والديناميكية الحرارية للطاقة المشعة.
- 1908 تشارلز هربرت ليس [ويكي بيانات] ، آثار درجة الحرارة والضغط على التوصيل الحراري للمواد الصلبة.
- 1907 توماس إدوارد ثورب ، الوزن الذري للراديوم.
- 1906 جون ميلن ، التطورات الحديثة في علم الزلازل.
- 1905 هوراس تابيرر براون ، استقبال واستخدام الطاقة بواسطة الورقة الخضراء.
- 1904 إرنست رذرفورد ، تعاقب التغييرات في الهيئات المشعة.
- 1903 تشارلز توماس هيكوك و إف إتش نيفيل [ويكي بيانات] ، حول دستور سلسلة سبائك النحاس والقصدير.
- 1902 اللورد رايلي ، حول قانون ضغط الغازات بين 75 و 150 ملم من الزئبق.
- 1901 جيمس ديوار ، نادر الحرارة ومشاكل الحلفاء.
- 1900 ويليام أوغسطس تيلدن ، حول الحرارة النوعية للمعادن وعلاقة الحرارة النوعية بالوزن الذري.

### القرن ال 19
- 1899 جيمس ألفريد إوينج ووالتر روزينهاين ، التركيب البلوري للمعادن.
- 1898 ويليام جيمس راسل ، تجارب إضافية على الحركة التي تمارسها معادن معينة وأجسام أخرى على لوح فوتوغرافي.
- 1897 أوزبورن رينولدز وويليام هنري موربي [ويكي بيانات] ، على المعادل الميكانيكي للحرارة.
- 1896 ويليام تشاندلر روبرتس أوستن ، حول انتشار المعادن.
- 1895 Augustus George Vernon Harcourt & William Esson ، حول قوانين الارتباط بين شروط التغيير الكيميائي ومقداره. ثالثا. مزيد من الأبحاث حول تفاعل ثنائي أكسيد الهيدروجين ويوديد الهيدروجين.
- 1894 توماس إدوارد ثورب وجيمس ويلي رودجر ، حول العلاقات بين لزوجة السوائل وطبيعتها الكيميائية.
- 1893 هارولد بيلي ديكسون ، معدل الانفجار في الغازات.
- 1892 جوزيف جون طومسون ، حول التيارات الكبرى للدوران الجوي.
- 1891 جورج هوارد داروين ، في التنبؤ بالمد والجزر.
- 1890 آرثر شوستر ، تصريف الكهرباء من خلال الغازات. الاتصالات الأولية.
- 1889 آرثر ويليام روكر وتوماس إدوارد ثورب ، مسح مغناطيسي للجزر البريطانية للعصر الأول من يناير 1886.
- 1888 ج. نورمان لوكير ، اقتراحات حول تصنيف الأنواع المختلفة للأجسام السماوية. تقرير للجنة الفيزياء الشمسية.
- 1887 جوزيف جون طومسون ، حول تفكك بعض الغازات عن طريق التفريغ الكهربائي.
- 1886 William de Wiveleslie Abney & Edward Robert Festing، Color Photometry.
- 1885 وليام هوجينز ، على كورونا من الشمس.
- 1884 آرثر شوستر ، تجارب على تفريغ الكهرباء من خلال الغازات. رسم تخطيطي للنظرية.
- 1883 ويليام كروكس ، في التحليل الطيفي للمادة المشعة: الكشف عن الإيتريوم وتوزيعه على نطاق واسع.
- 1882 هاينريش ديبوس ، حول النظرية الكيميائية للبارود.
- 1881 جون تيندال ، عمل الجزيئات الحرة على الحرارة المشعة ، وتحويلها بالتالي إلى صوت.
- 1880 William de Wiveleslie Abney ، على طريقة التصوير الفوتوغرافي لرسم خرائط لأقل نهاية للطيف الشمسي.
- 1879 ويليام كروكس ، عن إضاءة خطوط الضغط الجزيئي ومسار الجزيئات.
- 1878 ويليام كروكس ، على النفور الناتج عن الإشعاع. الجزء الخامس.
- 1877 ويليام كروفورد ويليامسون ، حول تنظيم النباتات الأحفورية لتدابير الفحم.
- 1876 توماس أندروز ، عن الحالة الغازية للمادة.
- 1875 ويليام جريلز آدامز ، حول أشكال المنحنيات والأسطح متساوية الجهد وعلى خطوط التدفق.
- 1874 ج. نورمان لوكير ، أبحاث في تحليل الطيف المرتبط بطيف الشمس. الجزء الثالث.
- 1873 إيرل روسي ، حول إشعاع الحرارة من القمر ، وقانون امتصاص الغلاف الجوي له ، وتغيره في الكمية مع أطوارها.
- 1872 وليام كيتشن باركر ، حول هيكل وتطور جمجمة السلمون.
- 1871 تشارلز ويليام سيمنز ، حول زيادة المقاومة الكهربائية في الموصلات مع ارتفاع درجة الحرارة ، وتطبيقها على قياس درجات الحرارة العادية ودرجات حرارة الفرن.
- 1870 جون ويليام داوسون ، عن نباتات ما قبل الكربون في أمريكا الشمالية الشرقية ، وبشكل أكثر تحديدًا في فترة إريان (الديفونية).
- 1869 توماس أندروز ، استمرارية الحالة الغازية والسائلة للمادة.
- 1868 هنري إنفيلد روسكو ، أبحاث في الفاناديوم.
- 1867 فريدريك أوغسطس أبيل ، أبحاث على غون كوتون. (المذكرات الثانية). حول ثبات البنادق والقطن.
- 1866 جيمس كليرك ماكسويل ، حول اللزوجة أو الاحتكاك الداخلي للهواء والغازات الأخرى.
- 1865 هنري إنفيلد روسكو ، حول طريقة تسجيل الأرصاد الجوية للعمل الكيميائي لضوء النهار الكلي.
- 1864 جون تيندال ، مساهمات في الفيزياء الجزيئية: كونها المذكرات الخامسة للأبحاث حول الحرارة المشعة.
- 1863 هنري كليفتون سوربي ، حول الارتباط المباشر للقوى الميكانيكية والكيميائية.
- 1862 وارن دي لا رو ، في الكسوف الكلي للشمس في 18 يوليو 1860 ، لوحظ في ريفابيلوسا ، بالقرب من ميراندا دي إيبرو في إسبانيا.
- 1861 جون تيندال ، حول امتصاص وإشعاع الحرارة بواسطة الغازات والأبخرة ، والترابط الفيزيائي للإشعاع والامتصاص والتوصيل.
- 1860 ويليام فيربيرن ، أبحاث تجريبية لتحديد قانون البخار المحمص.
- 1859 إدوارد فرانكلاند ، أبحاث على الأجسام المعدنية العضوية. المذكرات الرابعة.
- 1858 جون بيتر جاسيوت ، حول الطبقات والفرقة المظلمة في التصريفات الكهربائية كما لوحظ في Torricellian Vacua.
- 1857 مايكل فاراداي ، العلاقات التجريبية للذهب (والمعادن الأخرى) بالضوء.
- 1856 ويليام طومسون ، حول الصفات الكهروديناميكية للمعادن.
- 1855 جون تيندال ، عن طبيعة القوة التي بواسطتها تنفر الأجسام من أقطاب المغناطيس ؛ الذي يسبقه سرد لبعض التجارب على التأثيرات الجزيئية.
- 1854 توماس جراهام ، عن القوة التناضحية.
- 1853 إدوارد سابين ، عن تأثير القمر على الانحراف المغناطيسي في تورنتو وسانت هيلينا وهوبارتون.
- 1852 تشارلز ويتستون ، مساهمات في فسيولوجيا الرؤية. الجزء الثاني. على بعض الظواهر الرائعة والتي لم يتم ملاحظتها حتى الآن في الرؤية ثنائية العين (تابع).
- 1851 مايكل فاراداي ، أبحاث تجريبية في الكهرباء. السلسلة الرابعة والعشرون.
- 1850 توماس جراهام ، أون انتشار السوائل.
- 1849 مايكل فاراداي ، أبحاث تجريبية في الكهرباء. السلسلة الثانية والعشرون.
- 1848 القس ويليام ويويل ، أبحاث في المد والجزر. السلسلة الثالثة عشرة. حول المد والجزر في المحيط الهادئ ، وحول عدم المساواة النهاري.
- 1847 ويليام روبرت جروف ، حول بعض ظواهر اشتعال الفولتية وتحلل الماء إلى غازات مكونة له بالحرارة.
- 1846 جيمس ديفيد فوربس ، الرسوم التوضيحية للنظرية اللزجة للحركة الجليدية.
- 1845 تشارلز جايلز بريدل دوبيني ، مذكرات حول دوران المحاصيل ، وكمية المواد غير العضوية المستخرجة من التربة بواسطة نباتات مختلفة تحت ظروف مختلفة.
- 1844 ريتشارد أوين ، وصف لبعض سكان بيليمنيت ، محفوظ ، مع نسبة كبيرة من أجزائهم اللينة ، في أكسفورد كلاي ، في كريستيان مالفورد ، ويلتس.
- 1843 تشارلز ويتستون ، وصف للعديد من الأدوات والعمليات الجديدة لتحديد ثوابت الدائرة الفولتية.
- 1842 جيمس ديفيد فوربس ، حول شفافية الغلاف الجوي وقانون انقراض الأشعة الشمسية في المرور عبره.
- 1841 جورج نيوبورت ، عن أجهزة التكاثر وتطوير ميريابودا.
- 1840 جورج بيدل إيري ، في التفسير النظري لظهور قطبية جديدة للضوء.
- 1839 ويليام سنو هاريس ، استفسارات تتعلق بالقوانين الأولية للكهرباء.
- 1838 جيمس إيفوري ، حول نظرية الانكسارات الفلكية.
- 1837 ويليام هنري فوكس تالبوت ، ملاحظات إضافية حول الظواهر البصرية للبلورات.
- 1836 جون ويليام لوبوك ، على المد والجزر في ميناء لندن.
- 1835 تشارلز ليل ، في براهين نهوض تدريجي للأرض في أجزاء معينة من السويد.
- 1834 غير معين
- 1833 صموئيل هانتر كريستي ، التحديد التجريبي لقوانين الحث المغنطيسي الكهربائي في كتل مختلفة من نفس المعدن ، وشدته في معادن مختلفة.
- 1832 مايكل فاراداي ، أبحاث تجريبية في الكهرباء ؛ السلسلة الثانية.
- 1831 لا يوجد سجل للمحاضرة
- 1830 لا يوجد سجل للمحاضرة
- 1829 مايكل فاراداي ، حول صناعة الزجاج للأغراض البصرية.
- 1828 ويليام هايد ولاستون ، حول طريقة جعل بلاتينا مرنًا.
- 1827 جورج بيرسون ، أبحاث لاكتشاف كليات الامتصاص الرئوي فيما يتعلق بالفحم.
- 1826 همفري ديفي ، حول علاقات التغيرات الكهربائية والكيميائية.
- 1825 لا يوجد سجل للمحاضرات
- 1824 لا يوجد سجل للمحاضرة
- 1823 جون إف دبليو هيرشل ، حول حركات معينة يتم إنتاجها في موصلات السوائل عند نقل التيار الكهربائي.
- 1822 لا يوجد سجل للمحاضرة
- 1821 إدوارد سابين ، سرد لتجارب لتحديد مقدار تراجع الإبرة المغناطيسية في لندن ، في أغسطس 1821 ؛ مع ملاحظات على الأدوات التي تستخدم عادة في مثل هذا التحديد.
- 1820 هنري كاتر ، على أفضل نوع من الفولاذ والشكل لإبرة البوصلة.
- 1819 ويليام توماس براند ، حول تكوين وتحليل المركبات الغازية القابلة للاشتعال الناتجة عن التقطير المدمر للفحم والنفط ؛ مع بعض الملاحظات على تسخينها النسبي وقوتها الإنارة.
- 1818 لا يوجد سجل للمحاضرة
- 1817 لا يوجد سجل للمحاضرة
- 1816 لا يوجد سجل للمحاضرة
- 1815 لا يوجد سجل للمحاضرة
- 1814 لا يوجد سجل للمحاضرة
- 1813 ويليام توماس براند ، حول بعض الظواهر الكهروكيميائية الجديدة.
- 1812 ويليام هايد ولاستون ، عن الجسيمات الأولية لبلورات معينة.
- 1811 همفري ديفي (؟)
- 1810 همفري ديفي ، حول بعض توليفات غاز الأكسجين والأكسجين ، وحول العلاقات الكيميائية لهذه المبادئ بالأجسام القابلة للاشتعال.
- 1809 همفري ديفي ، في بعض الأبحاث الكهروكيميائية الجديدة ، على أشياء مختلفة ، لا سيما الأجسام المعدنية من القلويات والأرض. وعلى بعض تركيبات الهيدروجين.
- 1808 همفري ديفي ، وصف لبعض الأبحاث التحليلية الجديدة حول طبيعة أجسام معينة ، ولا سيما القلويات والفوسفور والكبريت والمواد الكربونية والأحماض غير المركبة حتى الآن ؛ مع بعض الملاحظات العامة حول النظرية الكيميائية.
- 1807 همفري ديفي ، حول بعض الظواهر الجديدة للتغيرات الكيميائية التي تنتجها الكهرباء ، ولا سيما تحلل القلويات الثابتة ، ومعرض المواد الجديدة التي تشكل قواعدها.
- 1806 همفري ديفي ، عن بعض الوكالات الكيميائية للكهرباء.
- 1805 ويليام هايد ولاستون ، حول قوة الإيقاع.
- 1804 صمويل فينس ، ملاحظات حول الفرضيات التي تم افتراض أنها تفسر سبب الجاذبية من المبادئ الميكانيكية.
- 1803 توماس يونغ ، تجارب وحسابات متعلقة بالبصريات الفيزيائية.
- 1802 ويليام هايد ولاستون ، ملاحظات على كمية الانكسار الأفقي ؛ مع طريقة قياس الغطس في البحر.
- 1801 توماس يونغ ، في نظرية الضوء والألوان.
- 1800 توماس يونغ ، حول آلية العين.

### القرن ال 18
- 1799 صموئيل فينس (؟ )
- 1798 صموئيل فينس ، ملاحظات على انكسار أفقي غير عادي للهواء ؛ مع ملاحظات على الاختلافات التي تخضع لها أحيانًا الأجزاء السفلية من الغلاف الجوي.
- 1797 صموئيل فينس ، تجارب على مقاومة الأجسام المتحركة في السوائل.
- 1796 صموئيل فينس (؟ )
- 1795 صموئيل فينس (؟ )
- 1794 صمويل فينس ، ملاحظات حول نظرية حركة ومقاومة السوائل ؛ مع وصف لبناء التجارب ، من أجل الحصول على بعض المبادئ الأساسية .
- 1793 جورج فورديس ، حساب بندول جديد .
- 1792 تيبيريوس كافالو ، سرد للاكتشافات المتعلقة بالحركة العضلية ، والتي تم إجراؤها مؤخرًا ، والمعروفة باسم الكهرباء الحيوانية.
- 1791 تيبيريوس كافالو ، عن طريقة قياس المسافات بواسطة التلسكوبات المزودة بالميكرومترات .
- 1790 تيبريوس كافالو ، وصف لمقياس البيرومتر الجديد .
- 1789 تيبيريوس كافالو ، تجارب وملاحظات مغناطيسية.
- 1788 تيبيريوس كافالو ، حول تحسين أنبوب النفخ .
- 1787 تيبيريوس كافالو ، طرق إظهار وجود كميات صغيرة من الكهرباء الطبيعية أو الاصطناعية والتحقق من جودتها.
- 1786 تيبيريوس كافالو ، تجارب وملاحظات مغناطيسية .
- 1785 تيبيريوس كافالو ، تجارب وملاحظات مغناطيسية.
- 1784 تيبيريوس كافالو ، وصف لبعض التجارب التي تم إجراؤها باستخدام مضخة الهواء الجديدة المحسّنة.
- 1783 تيبيريوس كافالو ، وصف لمضخة هواء محسّنة.
- 1782 تيبيريوس كافالو ، وصف لبعض التجارب المتعلقة بخاصية الهواء المشترك والقابل للاشتعال لتغلغل مسام الورق .
- 1781 تيبيريوس كافالو ، وصف لبعض تجارب قياس الحرارة.
- 1780 تيبيريوس كافالو ، تجارب وملاحظات قياس الحرارة.
- 1779 جون إنجين هوس ، تحسينات في الكهرباء.
- 1778 John Ingen-Housz ، تجارب كهربائية لشرح إلى أي مدى يمكن تفسير ظاهرة الكهربة بواسطة نظرية دكتور فرانكلين للكهرباء الإيجابية والسلبية.
- 1777 بيتر وولف
- 1776 بيتر وولف
- 1775 بيتر وولف ، تجارب أجريت من أجل التأكد من طبيعة بعض المواد المعدنية ، وعلى وجه الخصوص لمعرفة مدى مساهمة أحماض ملح البحر والزجاج في المعادن المعدنية وغيرها من المواد.

## روابط خارجية
- صفحة محاضرة بيكراني على الموقع الرسمي للجمعية الملكية